# 名古屋ホストクラブ経営者拉致殺害事件
名古屋ホストクラブ経営者拉致殺害事件（なごやホストクラブけいえいしゃらちさつがいじけん）とは、2001年（平成13年）9月1日に風俗店経営者の男性が銃撃を受けた後、誘拐され、犯行を目撃した女性も銃撃を受け負傷、連れ去られた男性はのちに遺体で発見された誘拐殺人事件である。

## 事件
2001年（平成13年）9月1日23時、愛知県名古屋市中区富士見町の路上において、作業着とヘルメットで工事作業員に変装した10人前後の集団が、帰宅途中の風俗店経営者男性（当時54歳）を銃撃した。現場の隣に位置するマンションに住んでいた知人の女性が事件に気づき、大声で助けを求めるが、女性に気付いた犯人らは女性にも銃撃を加え、そのうち一発が首を貫通し負傷した。数発の銃撃を受けて倒れた男性を暴行し、車のトランクに無理やり押し込め、トランクの中の男性に向けて至近距離で2 - 3発発砲した後、自動車2台に分かれて逃走した。

## その後
拉致された経営者男性はトランクの中で死亡しており、犯人らは所持金と貴金属類を奪い、男性の遺体を損壊した上で、ドラム缶にコンクリート詰めにして滋賀県彦根市の川に沈めた。その後、犯行グループはメンバーの一人が現場に落とした携帯電話から身元が割り出され逮捕された。グループの構成は、指揮をしていた主犯格の元山口組系暴力団員男性(当時33歳)と人材派遣業男性(当時43歳)、無職の女性(当時30歳)。実行役は人材派遣業で働いていたと思われる日系ブラジル人の男性数名（うち二人は逮捕監禁容疑で指名手配）である。
2017年2月4日に、実行犯の日系ブラジル人の男性数名のうち二人がブラジルのサンパウロ州で逮捕された。二人は2022年にサンパウロ市の連邦裁判所で禁錮30年の実刑判決を受け、2024年3月11日までにブラジルでの代理処罰が確定した。

## その他
以前から、被害者男性と加害者男性が金銭トラブルがあり、路上で言い争っている姿を目撃されている他、本事件の前の5月にも被害者男性が集団に襲われ警察沙汰になっていたことがわかった。

## 備考
なお、事件現場は鶴舞駅の近くの名古屋市営地下鉄も通る大通りに面しており、愛知県中警察署から500mほどの位置であることから、公然とした犯行であったと言える。
事件に気付いた第三者が一部始終をホームビデオで撮影しておりTBS系列の全国ニュースで放送された。